# Casa Pena (la Vall de Boí)
La Casa Pena és una obra de la Vall de Boí (Alta Ribagorça) protegida com a Bé Cultural d'Interès Local.

## Descripció
Es tracta d'una unitat tipològica familiar, agrícola i ramadera, de caràcter residencial i formada per Casa Paller, una era i un cobert que estructura una unitat aïllada i distribuint-se cadascuna de forma irregular.
La casa s'estructura, en algun dels cossos, en dos pisos, i, cal remarcar, la presència d'un cos, que sobresurt, amb teulada a quatre aigües.
La façana nord manté una porta adovellada primitiva i amb arc de mig punt, encara que tapiada.

## Història
A la llinda de la porta de pedra de turó, hi ha també una inscripció -"1825"- que pot voler indicar dues etapes constructives (apareix també una porta tapiada).